# Bolivar (Virgínia Ocidental)
Bolivar é uma cidade  localizada no estado norte-americano de Virgínia Ocidental, no Condado de Jefferson.

## Demografia
Segundo o censo norte-americano de 2000, a sua população era de 1045 habitantes. 
Em 2006, foi estimada uma população de 1087, um aumento de 42 (4.0%).

## Geografia
De acordo com o United States Census Bureau tem uma área de 
1,3 km², dos quais 1,3 km² cobertos por terra e 0,0 km² cobertos por água.

## Localidades na vizinhança
O diagrama seguinte representa as localidades num raio de 12 km ao redor de Bolivar. 